# Peter Odemwingie
Peter Osaze Odemwingie (Tashkent, 15 de julho de 1981) é um ex-futebolista nascido no Uzbequistão, mas que se naturalizou nigeriano, devido à nacionalidade do seus pai. É filho de mãe russa. Atuou com atacante.

## Carreira
Ele representou o elenco da Seleção Nigeriana de Futebol no Campeonato Africano das Nações de 2010.\

#### Madura United
O nigeriano de 35 anos de idade se uniu ao Sape Kerrab Warriors desde que deixou o Rotherham United Football Club no final de seu contrato de curto prazo
Em Abril de 2017, Peter Odemwingie juntou-se à Indonésia, Madura United do Campeonato Indonésio de Futebol.
Porém em Abril de 2019, Peter Odemwingie da Nigéria se aposenta do futebol, Peter Odemwingie se aposentou do futebol aos 37 anos.
O atacante, que jogou pela última vez pelo time indonésio Madura FC em 2017, anunciou a decisão de pendurar as botas na conferência Uefa Equal Game em Wembley na quarta-feira.
"É um dia emocionante, tantas lembranças passam por sua cabeça", disse Odemwingie à platéia.

## Títulos
Nigéria
- Campeonato Africano das Nações: 2010 3º Lugar.